# Circuit Franco-Belge 2008
Il Circuit Franco-Belge 2008, settantesima edizione della corsa, si svolse dal 2 al 5 ottobre 2008 su un percorso di 736 km ripartiti in 4 tappe, con partenza da Maubeuge e arrivo a Tournai. Fu vinto dallo spagnolo Juan Antonio Flecha della Rabobank davanti ai belgi Sébastien Rosseler e Jurgen Roelandts.

## Tappe
| Tappa  | Data      | Percorso                  | km    | Vincitore di tappa | Leader cl. generale |
| ------ | --------- | ------------------------- | ----- | ------------------ | ------------------- |
| 1ª     | 2 ottobre | Maubeuge > Mons-en-Pévèle | 187,9 | Tom Boonen         | Tom Boonen          |
| 2ª     | 3 ottobre | Bray-Dunes > Poperinge    | 184,3 | Mark Renshaw       | Tyler Farrar        |
| 3ª     | 4 ottobre | Mouscron > Mouscron       | 202,6 | Jurgen Roelandts   | Jurgen Roelandts    |
| 4ª     | 5 ottobre | Mons > Tournai            | 161,6 | Sébastien Rosseler | Juan Antonio Flecha |
| Totale | Totale    | Totale                    | 736   |                    |                     |

## Dettagli delle tappe

### 1ª tappa
- 2 ottobre: Maubeuge > Mons-en-Pévèle – 187,9 km

| Pos. | Corridore        | Squadra       | Tempo    |
| ---- | ---------------- | ------------- | -------- |
| 1    | Tom Boonen       | Quick Step    | 4h04'45" |
| 2    | Tyler Farrar     | Slipstream    | s.t.     |
| 3    | Jurgen Roelandts | Silence-Lotto | s.t.     |

| Pos. | Corridore        | Squadra       | Tempo    |
| ---- | ---------------- | ------------- | -------- |
| 1    | Tom Boonen       | Quick Step    | 4h04'35" |
| 2    | Tyler Farrar     | Slipstream    | a 4"     |
| 3    | Jurgen Roelandts | Silence-Lotto | a 6"     |

### 2ª tappa
- 3 ottobre: Bray-Dunes > Poperinge – 184,3 km

| Pos. | Corridore        | Squadra         | Tempo    |
| ---- | ---------------- | --------------- | -------- |
| 1    | Mark Renshaw     | Crédit Agricole | 4h35'47" |
| 2    | Tyler Farrar     | Slipstream      | s.t.     |
| 3    | Jurgen Roelandts | Silence-Lotto   | s.t.     |

| Pos. | Corridore        | Squadra       | Tempo    |
| ---- | ---------------- | ------------- | -------- |
| 1    | Tyler Farrar     | Slipstream    | 8h40'20" |
| 2    | Tom Boonen       | Quick Step    | a 2"     |
| 3    | Jurgen Roelandts | Silence-Lotto | a 4"     |

### 3ª tappa
- 4 ottobre: Mouscron > Mouscron – 202,6 km

| Pos. | Corridore        | Squadra       | Tempo    |
| ---- | ---------------- | ------------- | -------- |
| 1    | Jurgen Roelandts | Silence-Lotto | 5h04'13" |
| 2    | Wouter Weylandt  | Quick Step    | s.t.     |
| 3    | Philippe Gilbert | FDJ           | s.t.     |

| Pos. | Corridore        | Squadra       | Tempo     |
| ---- | ---------------- | ------------- | --------- |
| 1    | Jurgen Roelandts | Silence-Lotto | 13h44'27" |
| 2    | Philippe Gilbert | FDJ           | a 7"      |
| 3    | Wouter Weylandt  | Quick Step    | a 15"     |

### 4ª tappa
- 5 ottobre: Mons > Tournai – 161,6 km

| Pos. | Corridore           | Squadra    | Tempo    |
| ---- | ------------------- | ---------- | -------- |
| 1    | Sébastien Rosseler  | Quick Step | 3h06'12" |
| 2    | Juan Antonio Flecha | Rabobank   | a 1"     |
| 3    | Wouter Weylandt     | Quick Step | a 31"    |

| Pos. | Corridore           | Squadra       | Tempo     |
| ---- | ------------------- | ------------- | --------- |
| 1    | Juan Antonio Flecha | Rabobank      | 16h50'49" |
| 2    | Sébastien Rosseler  | Quick Step    | a 12"     |
| 3    | Jurgen Roelandts    | Silence-Lotto | a 18"     |

## Classifiche finali

### Classifica generale
| Pos. | Corridore           | Squadra             | Tempo     |
| ---- | ------------------- | ------------------- | --------- |
| 1    | Juan Antonio Flecha | Rabobank            | 16h50'49" |
| 2    | Sébastien Rosseler  | Quick Step          | a 12"     |
| 3    | Jurgen Roelandts    | Silence-Lotto       | a 18"     |
| 4    | Philippe Gilbert    | FDJ                 | a 22"     |
| 5    | Wouter Weylandt     | Quick Step          | a 32"     |
| 6    | Gabriel Rasch       | Crédit Agricole     | a 43"     |
| 7    | Stijn Devolder      | Quick Step          | s.t.      |
| 8    | Jan Bakelants       | Topsport Vlaanderen | s.t.      |
| 9    | Lars Bak            | Team CSC-Saxo Bank  | a 54"     |
| 10   | Maxime Monfort      | Cofidis             | a 57"     |